# Акулов Леонід Апполінарійович
Леонід Апполінарійович Акулов (20 лютого 1873, Нерехта, Костромська губернія - 5 червня 1907, Київ) - командир 3-ї роти 21-го саперного батальйону.

## Біографія
Народився Нерехті Костромської губернії у ній чиновника. Освіту здобув у Костромській гімназії, Московському військовому училищі та у військово-електротехнічній школі. Службу розпочав у 14-му саперному батальйоні. Потім був переведений до 5-го саперного батальйону, звідки за власним бажанням поїхав на Далекий Схід, під час китайської війни, що тривала там у 1900 році.
Будучи призначений в Амурську мінну роту, розташовану в Миколаївську, взяв активну участь в установці мінного загородження при вході в Миколаївський порт.
Після закінчення робіт у Миколаївську, був переведений для тих же робіт до Новокиївської мінної роти, розташованої в затоці Посьєта на південь від Владивостока. Крім своїх прямих обов'язків мінного офіцера, він ніс ще тимчасову посаду коменданта села Посьєт. Тут він затримував контрабанду. На цій посаді Акулов пробув аж до закінчення російсько-японської війни.
Після укладання Портсмутського світу Акулов був переведений у 10-й саперний батальйон, що стоїть в Остроленці Ломжинської губернії. На початку 1907 року Акулов був переведений до 21-го саперного батальйону, розташованого в Києві. У батальйоні його було призначено командиром 3-ї роти.
У ніч із 4 на 5 липня 1907 року раптово спалахнув бунт у військових таборах під Києвом, у результаті якого й загинув Акулов під час спроби видворити агітаторів із розташування його роти. Тих, хто застрелив його, знайти не вдалося.